# Tanguy Roche
Tanguy Roche (Moûtiers, 15 de abril de 1984) es un deportista francés que compitió en biatlón. Ganó una medalla de bronce en el Campeonato Europeo de Biatlón de 2010, en la prueba por relevos.

## Palmarés internacional
| Campeonato Europeo | Campeonato Europeo | Campeonato Europeo | Campeonato Europeo |
| Año                | Lugar              | Medalla            | Prueba             |
| ------------------ | ------------------ | ------------------ | ------------------ |
| 2010               | Otepää (Estonia)   | Medalla de bronce  | Relevo             |